# Frédéric Jules Sichel

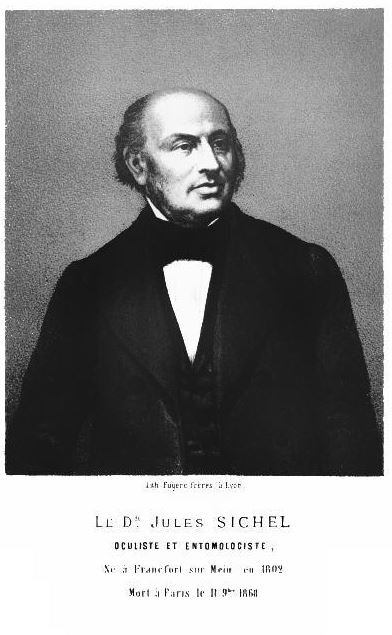
Jules Sichel

Frédéric Jules Sichel, eigentlich Friedrich Julius Sichel (* 14. Mai 1802 in Frankfurt am Main; † 11. November 1868 in Paris) war ein deutscher Mediziner, Augenarzt und Entomologe. Im Jahr 1854 wurde er zum Mitglied der Leopoldina gewählt. In seinem Lebenswerk Iconographie ophthalmique spiegeln sich seine für die französische Augenheilkunde wegweisenden Arbeiten über Glaukom, Katarakt, Augengeschwülste und andere Augenerkrankungen wider. Zu seinen Schülern gehörte der Reformator der französischen Augenheilkunde Louis-Auguste Desmarres und auf dem Gebiet der Ophthalmoskopie der Athener Arzt und spätere Augenkliniker Andreas Anagnostakis.

## Schriften (Auswahl)
- Übersetzung durch Prosper Johann Philipp: Allgemeine Grundsätze die Augenheilkunde betreffend: nebst einer Geschichte der rheumatischen Augenentzündung. August Hirschwalds, Berlin 1834 (books.google.de).
- Mémoire sur le glaucome. impr. de N.-J. Gregoir, Bruxelles 1842, OCLC 458844108.
- Traité de l’ophthalmie, la cataracte et l’amaurose: pour servir de supplément au Traité des maladies des yeux de Weller. Germer Ballière, Paris 1837 (archive.org).
- Übersetzung durch Henry Willard Williams: Spectacles. their uses and abuses in long and short sightedness; and the pathological conditions resulting from their irrational employment. Phillips, Sampson and Company, Boston 1850 (archive.org).
- Iconographie ophthalmologique: ou Description, avec figures coloriées, des maladies de l’organe de la vue, comprenant l’anatomie pathologique, la pathologie et la thérapeutique médico-chirurgicales. Texte. J.-B. Baillière et fils, Paris (Texte: archive.org Atlas: archive.org – In 20 Heften ausgegeben zwischen August 1852 und Juli 1859 mit Atlas: Planches, 80 Tafeln, versehen mit Augenhintergrundbildern).
- zusammen mit Henri de Saussure: Catalogus specierum generis Scolia (sensu latiori), continens specierum diagnoses, descriptiones synonymiamque, additis annotationibus explanatoriis criticisque: Conscripserunt/Catalogue des especès de l’ancien genre Scolia, contenant les diagnoses, les descriptions et la synonymie des espèces, avec des remarques explicatives et critiques. Henri Georg v. Masson et fils, Genf und Paris 1864 (reader.digitale-sammlungen.de [abgerufen am 2. September 2013]).
- Nouveau recueil de pierres sigillaires d’oculistes romains, pour la plupart inédites, extrait d’une monographie inédite de ces monuments épigraphiques. Victor Masson et fils, Paris 1866 (archive.org).
- Guide de la chasse des hyménoptères. In: Mémoires de la Société linnéenne du nord de la France. Band 2, 1868, S. 9–24 (books.google.de).
- Hyménoptères. In: Achille Deyrolle, Léon Marc Herminie Fairmaire, Louis Brisant de Barneville, Victor Signoret, Edmond de Selys-Longchamps, Edmond-Paul-Marie Pilate, Henry Tibbats Stainton, Egide Fologne, Jacques Marie Frangile Bigot (Hrsg.): Nouveau Guide de l’amateur d’insectes comprenant les généralités sur leur division en ordres: l’indication des ustensiles et les meilleurs proce´de¯s pour leur faire la chasse, les époques et les conditions les plus favorables à cete chasse, la manière de les préparer et de les conserver en collections les plus favorables à cette chasse par plusieurs membres de la Société Entomologique de France. 3. Auflage. A. Deyrolle, Paris 1868, S. 87–105 (biodiversitylibrary.org [abgerufen am 2. September 2013] Erstausgabe:  1857).